# Послання «Мир», «Ленін», «СРСР»

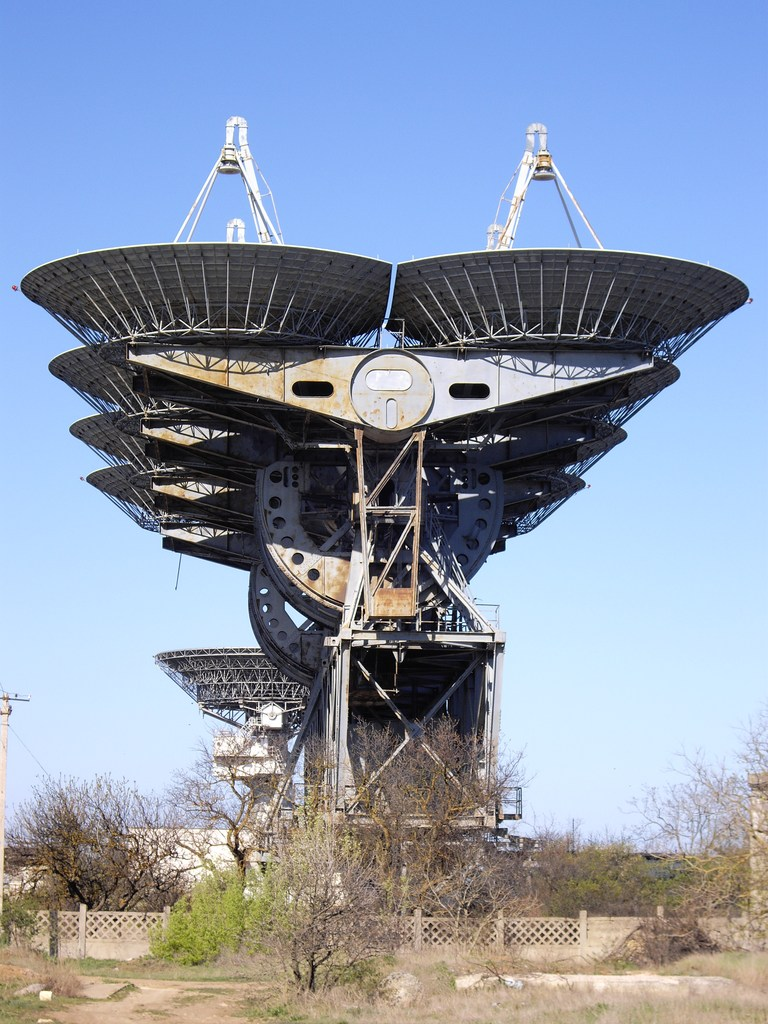
Перший радянський планетарний радар (1960)

«Послання „Мир“, „Ленін“, „СРСР“» — перше в історії людства послання до позаземних цивілізацій, яке було надіслано 19 (слово «Мир») і 24 листопада (слова «Ленін» і «СРСР») 1962 року з ЕЦДКЗ (Євпаторійський центр дальнього космічного зв'язку), тобто на 12 років раніше широко відомого міжзоряного «радіопослання Аресібо». У радянських книгах і статтях дане радіопослання відоме як «Послання „МИР“, „ЛЕНІН“, „СРСР“».

## Історія

Стаття в газеті «Красная звезда» про перше міжзоряне послання

Запропонував передавати слова «МИР, СРСР, ЛЕНІН» науковий співробітник ІРЕ РАН Ржига Олег Миколайович. За спогадами Олега Ржиги, на його прохання радіомонтажник і колишній радист на прізвище Каледін, розписав, який вигляд у крапках і тире матимуть слова «ЛЕНІН, МИР, СРСР». Потім Ржига взяв у руки секундомір і став біля тумблера, за допомогою якого міняв частоту стрибком на 62,5 герца — крапка тривала 10 секунд, тире — 30 секунд, паузи всередині букв — 8 секунд, паузи між буквами — 30 секунд, загальний час радіопередачі склав 8 хвилин.
Для передачі цього радіопослання використовувалася унікальна восьмидзеркальна антена АДУ-1000 і потужний передавач першого радянського планетного радіолокатора, який працював на хвилі 39 см. Адресатом радіопослання була планета Венера. Відбитий від поверхні Венери сигнал був прийнятий цією ж антеною 19 листопада через 4 хвилини 32,7 секунди та 24 листопада через 4 хвилини 44,7 секунди. Прийом цих повідомлень дозволив підтвердити працездатність радіолокатора (помилково вважати, що з його допомогою було уточнено також відстань до Венери, оскільки для вимірювання відстані в Євпаторійському радіолокатора використовується когерентний сигнал з частотною маніпуляцією).
В даний час радіосигнал подолав відстань майже в 58 світлових років і, як розрахував Сергій Гурьянов, продовжує свій «політ» у бік зірки HD 131336, яка розташована в сузір'ї Терези (Ваги) (цікавий факт: зірка Глізе 581, у системі якої було відкрито землеподібні планети і куди відправлено міжзоряні радіопослання «A Message From Earth» і «Hello From Earth», також належить цьому сузір'ю).